# Asian Le Mans Series 2022
Navigation
Édition précédente Édition suivante
La saison 2022 des Asian Le Mans Series est la dixième saison de ce championnat. Pour cette édition de ce championnat, les règles concernant les invitations pour les 24 Heures du Mans 2022 ont évolué et seront liées au nombre de concurrents participant dans chaque catégorie.
Pour les LMP2, s'il y a 10 concurrents ou moins, seulement une invitation sera distribuée au champion de la catégorie. Au dela de 10 concurrents, il y aura deux invitations de distribuées pour le champion et le vice champion de la catégorie.
Pour les GT, seulement une invitation sera distribuée au champion de la catégorie.
Pour les LMP3, seulement une invitation sera distribuée au champion de la catégorie.

## Calendrier
Le 23 juillet 2021, l'Asian Le Mans Series a annoncé le calendrier du championnat 2022. Comme pour la saison précédente, en raison de la Pandémie de Covid-19, les manches du championnat se sont déroulées sur le Circuit Yas Marina et sur le Dubaï Autodrome à Abou Dabi. En Janvier 2022, un changement des dates des manches devant se dérouler sur le Dubaï Autodrome a été apporté. En effet, en raison d'un changement gouvernemental de la semaine de travail officielle aux Émirats Arabes Unis, les deux premières courses de l'Asian Le Mans Series 2022 avaient été avancées d'un jour.
| N° | Date            | Course | Circuit            | Lieu      | Pays                |
| -- | --------------- | ------ | ------------------ | --------- | ------------------- |
| 1  | 12 février 2022 |        | Dubaï Autodrome    | Dubaï     | Émirats arabes unis |
| 2  | 13 février 2022 |        | Dubaï Autodrome    | Dubaï     | Émirats arabes unis |
| 3  | 19 février 2022 |        | Circuit Yas Marina | Abou Dabi | Émirats arabes unis |
| 4  | 20 février 2022 |        | Circuit Yas Marina | Abou Dabi | Émirats arabes unis |

## Engagés

### LMP2

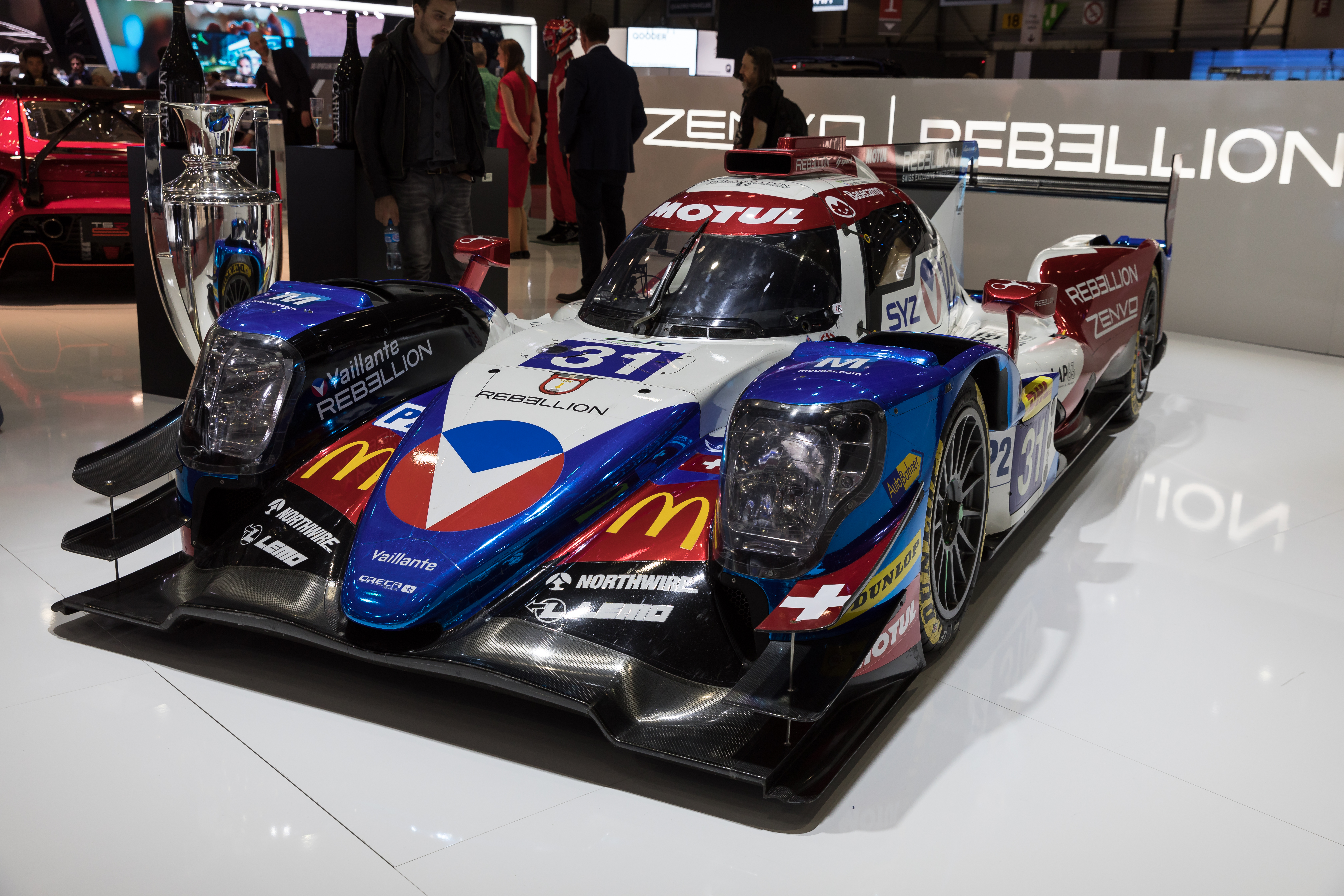
Oreca 07

La classe LMP2 est composée de voitures répondant à la réglementation LMP2 mise en place par l'ACO et la FIA pour le championnat du monde d'endurance FIA, c'est-à-dire un châssis Dallara, Ligier, Oreca ou Riley Technologies.
Toutes les voitures utilisent un moteur Gibson GK428 4,2 l V8 atmosphérique.
Les pneus Michelin sont utilisés par toutes les voitures.
Il n'y a pas de BOP (Balance de performance (en)) dans cette catégorie.
| No.  | Pays | Écurie            | Voiture        | Classe | Pilotes                                                                                              | Pilotes                                                                                              | Pilotes                                                                                              |
| No.  | Pays | Écurie            | Voiture        | Classe | Les chiffres entre parenthèses sont la ou les manches auxquelles le pilote ou l'écurie sont inscrits | Les chiffres entre parenthèses sont la ou les manches auxquelles le pilote ou l'écurie sont inscrits | Les chiffres entre parenthèses sont la ou les manches auxquelles le pilote ou l'écurie sont inscrits |
| LMP2 | LMP2 | LMP2              | LMP2           | LMP2   | LMP2                                                                                                 | LMP2                                                                                                 | LMP2                                                                                                 |
| ---- | ---- | ----------------- | -------------- | ------ | --- | --- | --- |
| 4    |      | Nielsen Racing    | Oreca 07       | P2     | Matt Bell                                                                                            | Ben Hanley                                                                                           | Rodrigo Sales                                                                                        |
| 23   |      | United Autosports | Oreca 07       | P2     | Josh Pierson                                                                                         | Paul Di Resta                                                                                        | |
| 39   |      | Graff Racing      | Oreca 07       | Am     | David Droux                                                                                          | Sébastien Page                                                                                       | Eric Trouillet                                                                                       |
| 44   |      | ARC Bratislava    | Ligier JS P217 | Am     | John Corbett                                                                                         | Miroslav Konôpka                                                                                     | Neale Muston                                                                                         |
| 49   |      | High Class Racing | Oreca 07       | Am     | Dennis Andersen                                                                                      | Anders Fjordbach                                                                                     | Kevin Weeda (de)                                                                                     |

### LMP3

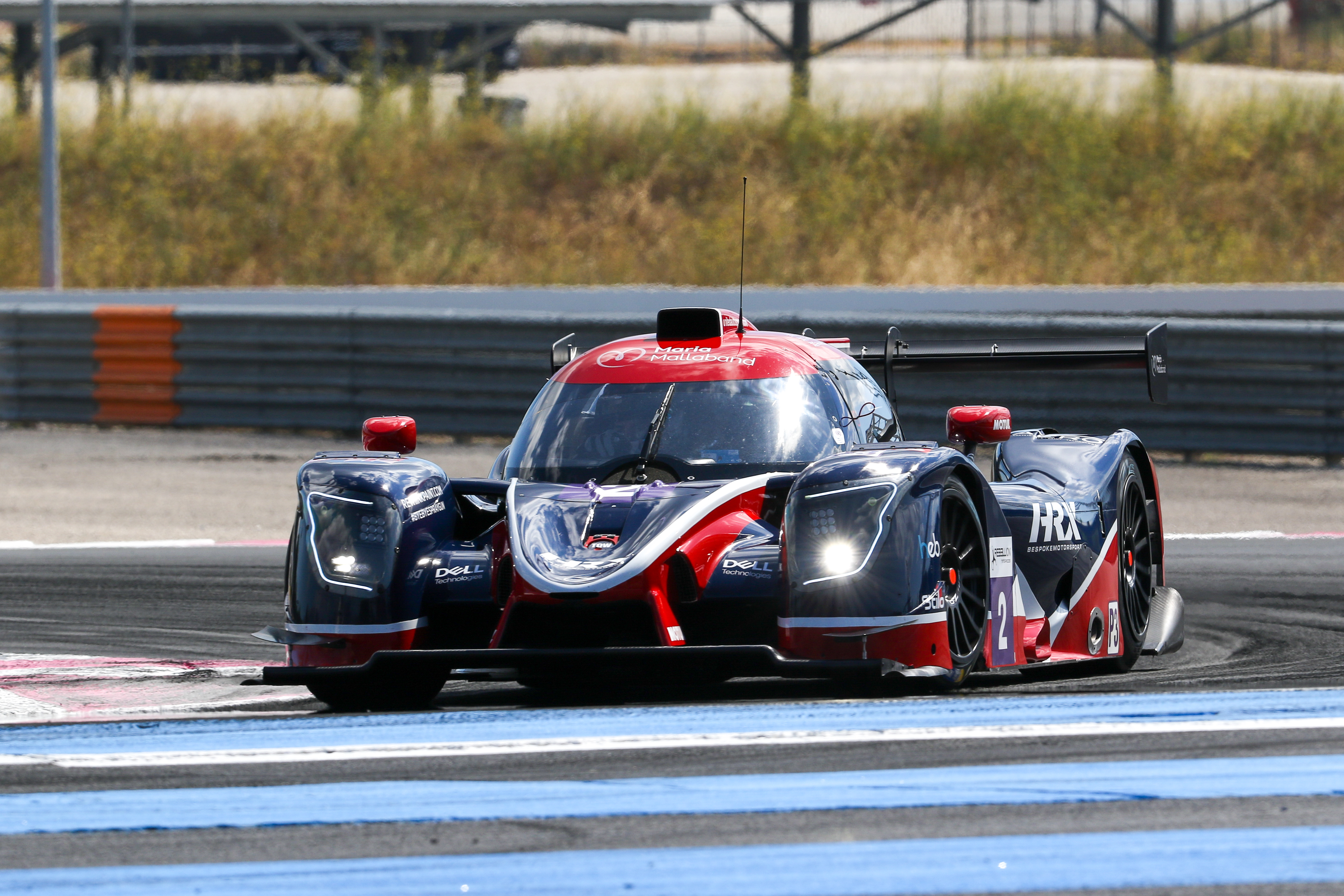
La Ligier JS P320 de l'écurie United Autosports

La classe LMP3 est composée de voitures répondant à la réglementation LMP3 mise en place en 2019 par l'ACO et la FIA, c'est-à-dire un châssis Duqueine Engineering, Ligier, Ginetta ou ADESS (en).
Toutes les voitures utilisent un moteur Nissan VK50VE 5,0 l V8 atmosphérique.
Le groupe motopropulseur (moteur, boite et électronique est fourni par Oreca.
Les pneus Michelin sont utilisés par toutes les voitures.
Il n'y a pas de balance de performance dans cette catégorie.
| No.  | Pays      | Écurie                     | Voiture            | Classe | Pilotes                                                                                              | Pilotes                                                                                              | Pilotes                                                                                              |
| No.  | Pays      | Écurie                     | Voiture            | Classe | Les chiffres entre parenthèses sont la ou les manches auxquelles le pilote ou l'écurie sont inscrits | Les chiffres entre parenthèses sont la ou les manches auxquelles le pilote ou l'écurie sont inscrits | Les chiffres entre parenthèses sont la ou les manches auxquelles le pilote ou l'écurie sont inscrits |
| LMP3 | LMP3      | LMP3                       | LMP3               | LMP3   | LMP3                                                                                                 | LMP3                                                                                                 | LMP3                                                                                                 |
| ---- | --------- | -------------------------- | ------------------ | ------ | --- | --- | --- |
| 2    |           | DKR Engineering            | Duqueine M30 - D08 | P3     | Sebastián Álvarez (en)                                                                               | Mathieu de Barbuat                                                                                   | Laurents Hörr                                                                                        |
| 3    |           | CD Sport                   | Ligier JS P320     | P3     | Nicholas Adcock                                                                                      | Edouard Cauhaupé                                                                                     | Michael Jensen                                                                                       |
| 8    |           | Nielsen Racing             | Ligier JS P320     | P3     | Colin Noble                                                                                          | Tony Wells                                                                                           | |
| 13   |           | Inter Europol Competition  | Ligier JS P320     | P3     | Alexander Bukhantsov                                                                                 | James Dayson                                                                                         | Guilherme Moura De Oliveira                                                                          |
| 13   | Nico Pino | Inter Europol Competition  | Ligier JS P320     | P3     | | | |
| 21   |           | Konrad Motorsport          | Ginetta G61-LT-P3  | P3     | Jordan Grogor                                                                                        | Gabriele Rindone                                                                                     | Shaun Thong                                                                                          |
| 22   |           | Rinaldi Racing             | Duqueine M30 - D08 | P3     | Torsten Kratz                                                                                        | Hendrik Still                                                                                        | Leonard Weiss                                                                                        |
| 26   |           | G-Drive Racing             | Ligier JS P320     | P3     | Vyaceslav Gutak                                                                                      | Xavier Lloveras                                                                                      | Fabrice Rossello                                                                                     |
| 27   |           | CD Sport                   | Ligier JS P320     | P3     | Christophe Cresp                                                                                     | Antoine Doquin                                                                                       | Steven Palette                                                                                       |
| 72   |           | Koiranen Kemppi Motorsport | Duqueine M30 - D08 | P3     | Nikita Aleksandrov                                                                                   | Jesse Salmenautio                                                                                    | Tomi Veijalainen                                                                                     |

### GT
| No. | Pays             | Écurie                     | Voiture                      | Classe | Pilotes                                                                                              | Pilotes                                                                                              | Pilotes                                                                                              |
| No. | Pays             | Écurie                     | Voiture                      | Classe | Les chiffres entre parenthèses sont la ou les manches auxquelles le pilote ou l'écurie sont inscrits | Les chiffres entre parenthèses sont la ou les manches auxquelles le pilote ou l'écurie sont inscrits | Les chiffres entre parenthèses sont la ou les manches auxquelles le pilote ou l'écurie sont inscrits |
| GT  | GT               | GT                         | GT                           | GT     | GT                                                                                                   | GT                                                                                                   | GT                                                                                                   |
| --- | ---------------- | -------------------------- | ---------------------------- | ------ | --- | --- | --- |
| 6   |                  | Haupt Racing Team          | Mercedes-AMG GT3             | GT3    | Hubert Haupt (de)                                                                                    | Arjun Maini                                                                                          | Rory Penttinen                                                                                       |
| 7   |                  | Inception Racing           | McLaren 720S GT3             | GT3    | Ben Barnicoat                                                                                        | Brendan Iribe                                                                                        | Ollie Millroy                                                                                        |
| 12  |                  | Dinamic Motorsport         | Porsche 911 GT3 R            | GT3    | Benjamin Barker                                                                                      | Giorgio Roda                                                                                         | Philipp Sager                                                                                        |
| 17  |                  | AF Corse                   | Ferrari 488 GT3              | GT3    | Vincent Abril                                                                                        | Conrad Grunewald                                                                                     | Louis Prette (en)                                                                                    |
| 20  |                  | SPS Automotive Performance | Mercedes-AMG GT3             | GT3    | Mikaël Grenier                                                                                       | John Loggie                                                                                          | Valentin Pierburg                                                                                    |
| 33  |                  | Herberth Motorsport        | Porsche 911 GT3 R            | GT3    | Antares Au                                                                                           | Ye Yifei                                                                                             | Klaus Bachler                                                                                        |
| 34  |                  | Walkenhorst Motorsport     | BMW M4 GT3                   | GT3    | Nicky Catsburg                                                                                       | Jon Miller                                                                                           | Chandler Hull                                                                                        |
| 35  |                  | Walkenhorst Motorsport     | BMW M4 GT3                   | GT3    | Henry Walkenhorst                                                                                    | Friedrich von Bohlen                                                                                 | Jörg Breuer                                                                                          |
| 35  | Mario von Bohlen | Walkenhorst Motorsport     | BMW M4 GT3                   | GT3    | | | |
| 42  |                  | Optimum Motorsport         | McLaren 720S GT3             | GT3    | Nick Moss                                                                                            | Joe Osborne                                                                                          | Andrew Watson (en)                                                                                   |
| 48  |                  | S'Aaloch par Kox Racing    | Porsche 911 GT3 R            | GT3    | Peter Kox                                                                                            | Stéphane Kox (nl)                                                                                    | Nico Pronk                                                                                           |
| 51  |                  | AF Corse                   | Ferrari 488 GT3              | GT3 Am | Victor Gomez                                                                                         | Alessandro Pier Guidi                                                                                | Francesco Piovanetti (de)                                                                            |
| 55  |                  | Rinaldi Racing             | Ferrari 488 GT3              | GT3    | Rino Mastronardi                                                                                     | David Perel                                                                                          | Davide Rigon                                                                                         |
| 57  |                  | Kessel Racing              | Ferrari 488 GT3              | GT3 Am | Axcil Jefferies                                                                                      | Roman Ziemian                                                                                        | Francesco Zollo                                                                                      |
| 59  |                  | Garage 59                  | McLaren 720S GT3             | GT3    | Nicola Kjaergaard                                                                                    | Manuel Maldonado                                                                                     | James Vowles                                                                                         |
| 66  |                  | YC Panda Racing            | Audi R8 LMS GT3 Evo2         | GT3    | John Graham                                                                                          | Douglas Khoo (en)                                                                                    | Edgar Lau                                                                                            |
| 66  | Bashar Mardini   | YC Panda Racing            | Audi R8 LMS GT3 Evo2         | GT3    | Jean-Francois Brunot                                                                                 | | |
| 69  |                  | Oman Racing                | Aston Martin Vantage AMR GT3 | GT3    | Ahmad Al Harthy                                                                                      | Charlie Eastwood                                                                                     | Sam De Haan                                                                                          |
| 74  |                  | Kessel Racing              | Ferrari 488 GT3              | GT3    | Michał Broniszewski                                                                                  | David Fumanelli (en)                                                                                 | Mikkel Jensen                                                                                        |
| 77  |                  | D'Station Racing           | Aston Martin Vantage AMR GT3 | GT3    | Tomonobu Fujii                                                                                       | Tom Gamble                                                                                           | Satoshi Hoshino                                                                                      |
| 88  |                  | Garage 59                  | McLaren 720S GT3             | GT3    | Frank Bird                                                                                           | Marvin Kirchhöfer                                                                                    | Alexander West (de)                                                                                  |
| 91  |                  | Herberth Motorsport        | Porsche 911 GT3 R            | GT3    | Ralf Bohn (de)                                                                                       | Alfred Renauer (de)                                                                                  | Robert Renauer (de)                                                                                  |
| 95  |                  | TF Sport                   | Aston Martin Vantage AMR GT3 | GT3    | Jonathan Adam                                                                                        | Henrique Chaves                                                                                      | John Hartshorne                                                                                      |
| 96  |                  | Attempto Racing            | Audi R8 LMS GT3 Evo2         | GT3    | Alex Aka (en)                                                                                        | Finlay Hutchison                                                                                     | Florian Scholze                                                                                      |
| 99  |                  | Herberth Motorsport        | Porsche 911 GT3 R            | GT3 Am | Finn Gehrsitz                                                                                        | Jurgen Haring                                                                                        | Tim Müller                                                                                           |
| 99  | Marco Seefried   | Herberth Motorsport        | Porsche 911 GT3 R            | GT3 Am | | | |

## Résultats
| Course | Circuit   | Écurie victorieuse LMP2            | Écurie victorieuse LMP2 Am                        | Écurie victorieuse LMP3                                 | Écurie victorieuse GT                                  | Écurie victorieuse GT Am                      | Résultats |
| Course | Circuit   | Pilotes victorieux LMP2            | Pilotes victorieux LMP2                           | Pilotes victorieux LMP3                                 | Pilotes victorieux GT                                  | Pilotes victorieux GT Am                      | Résultats |
| ------ | --------- | ---------------------------------- | ------------------------------------------------- | ------------------------------------------------------- | ------------------------------------------------------ | --------------------------------------------- | --------- |
| 1      | Dubai     | Nielsen Racing                     | Graff Racing                                      | CD Sport                                                | Inception Racing                                       | Kessel Racing                                 | Résultats |
| 1      | Dubai     | Matt Bell Ben Hanley Rodrigo Sales | David Droux Sébastien Page Eric Trouillet         | Nicholas Adcock Edouard Cauhaupé Michael Jensen         | Ben Barnicoat Brendan Iribe Ollie Millroy              | Axcil Jefferies Roman Ziemian Francesco Zollo | Résultats |
| 2      | Dubai     | Nielsen Racing                     | High Class Racing                                 | Nielsen Racing                                          | Rinaldi Racing                                         | Kessel Racing                                 | Résultats |
| 2      | Dubai     | Matt Bell Ben Hanley Rodrigo Sales | Dennis Andersen Anders Fjordbach Kevin Weeda (de) | Colin Noble Tony Wells                                  | Rino Mastronardi David Perel Davide Rigon              | Axcil Jefferies Roman Ziemian Francesco Zollo | Résultats |
| 3      | Abu Dhabi | United Autosports                  | Graff Racing                                      | DKR Engineering                                         | Herberth Motorsport                                    | Kessel Racing                                 | Résultats |
| 3      | Abu Dhabi | Josh Pierson Paul Di Resta         | David Droux Sébastien Page Eric Trouillet         | Sebastián Álvarez (en) Mathieu de Barbuat Laurents Hörr | Ralf Bohn (de) Alfred Renauer (de) Robert Renauer (de) | Axcil Jefferies Roman Ziemian Francesco Zollo | Résultats |
| 4      | Abu Dhabi | United Autosports                  | Graff Racing                                      | G-Drive Racing                                          | Herberth Motorsport                                    | Kessel Racing                                 | Résultats |
| 4      | Abu Dhabi | Josh Pierson Paul Di Resta         | David Droux Sébastien Page Eric Trouillet         | Vyaceslav Gutak Xavier Lloveras Fabrice Rossello        | Ralf Bohn (de) Alfred Renauer (de) Robert Renauer (de) | Axcil Jefferies Roman Ziemian Francesco Zollo | Résultats |